# Hypoleria fumosa
Hypoleria fumosa är en fjärilsart som beskrevs av Frederick DuCane Godman och Osbert Salvin 1879. Hypoleria fumosa ingår i släktet Hypoleria och familjen praktfjärilar. Inga underarter finns listade i Catalogue of Life.